# B-Prominenz
B-Prominenz ist ein von den Medien geprägter Begriff, der Personen bezeichnet, die nicht unbestritten prominent sind oder aber bestenfalls Prominente aus der „zweiten Reihe“ darstellen. Die einzelnen Personen werden B-Prominente oder meist verkürzt B-Promis genannt.

## Begrifflicher Hintergrund
Der Begriff kann als Analogie zum Begriff „B-Movie“ angesehen werden. Als C-Movies gelten Billigproduktionen. Für Personen von abermals geringerer Prominenz wird deshalb gelegentlich der Begriff C-Promi verwendet. Diese Sichtweise wird beispielsweise in der RTL-Realityshow Ich bin ein Star – Holt mich hier raus! thematisiert.
Ironisch wird in Teilen der Szene von D-Promi oder Z-Promi gesprochen, um anzudeuten, dass die Person in keine der Prominenten-Kategorien fällt. 
Die Einteilung von Prominenten in Kategorien ist vom Bezugsrahmen abhängig. Ein Oberbürgermeister oder ein regionaler Sänger kann lokal ein A-Promi, auf nationaler Ebene aber ein B- oder C-Promi sein.

## Kategorisierung

### A-Prominenz
A-Prominente sind dauerhaft und nahezu allgemein bekannte Personen wie international bekannte oder national herausragende Schauspieler, Sänger und Spitzensportler, deren Status als Prominente allgemein anerkannt ist und die in der Lage sind, für ein Ereignis oder ein Projekt durch ihre Beteiligung daran allgemeine Medienaufmerksamkeit zu generieren.

### B-Prominenz
B-Prominente sind Personen, die über Bekanntheit verfügen, aber nicht allgemein bekannt sind. Darunter fallen z. B. Nebendarsteller in sehr bekannten oder Hauptdarsteller in verschiedenen weniger bekannten Filmen und Fernsehserien, Sportler aus der zweiten Reihe und ähnliche Personen. B-Prominente haben sich ihren Status zumeist beruflich erarbeitet und sind nicht alleine Produkte von Medienhypes.

### C-Prominenz
C-Prominente sind Personen mit geringer oder nur kurzlebiger, manchmal negativ vermerkter, keinesfalls aber allgemeiner Bekanntheit. Sie verdanken ihre Bekanntheit häufig nur der Medienaufmerksamkeit für Auftritte in einzelnen Showreihen oder Serien (z. B. Casting-Shows oder Seifenopern) und haben vielfach keinerlei Ausbildung für die Tätigkeit, durch die sie bekannt wurden.

## Weitere Begriffe
- In der Schweiz werden Personen von lediglich lokaler oder regionaler Bekanntheit als Cervelat-Prominenz bezeichnet.[5]
- In Österreich und Bayern heißen nachrangige Prominente, die sich an der Schickeria beteiligen, Adabeis (von „A dabei“, hochdeutsch: „Auch dabei“).[6]
- In den Niederlanden werden Leute an der Prominenzschwelle als Bekende Nederlanders (Bekannte Niederländer, Abkürzung BN'ers) bezeichnet.[7][8] In Flandern gibt es analog die Bezeichnung Bekende Vlaming (Bekannter Flame, BV).[7]